# Кинг, Грегори
Грегор Кинг (англ. Gregory King; 15 декабря 1650 — 29 августа 1712) — английский статистик, представитель школы политической арифметики.
На основании официальных данных о доходах и расходах казны и о движении населения, а также приходских книг Лондона, Кинг пытался вычислить население Англии и определить как распределение его по возрастам, полам и сословиям, так и его имущественное положение. Установленная Кингом формула, по которой цена на рожь возрастает в известной прогрессии соответственно неурожаю, долго считалась бесспорной, в том числе и Туком в его «History of prices»; но так как она имеет силу лишь по отношению к изолированной стране, стоящей вне влияния всемирной торговли, то для настоящего времени она давно потеряла практическое значение.
Из сочинений Кинга напечатано лишь «Natural and political observations and conclusions upon the state and condition of England in 1696» (Лондон, 1801), в виде приложения к «Estimate of the comparative strength of Great Britain» Чальмерсa. Прочие рукописи Кинга перешли к его другу Давенанту, который воспользовался ими, далеко не всегда называя имя автора.